# Josef Mauthner

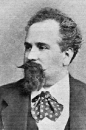
Josef Mauthner

Josef „Pepi“ Mauthner, auch Joseph Mauthner (* 15. Februar 1831 in Prag; † 23. April 1890 in Wien) war ein österreichischer Kaufmann und Dichter.

## Leben
Er war der Sohn eines wohlhabenden jüdischen Fabrikanten in Prag und der Bruder des Augenarztes Ludwig Mauthner, des Fabrikanten Max von Mauthner und des Rechtsanwalts Philipp Mauthner.
Mauthner erhielt eine sorgfältige Erziehung in Privatunterricht (unter anderem durch Moritz Hartmann), fiel schon damals seinen Lehrern durch dichterische Neigung auf und wurde mit 15 Jahren Kaufmannslehrling im Familienbetrieb, den der Vater 1848 nach Wien verlegte. Die Beschäftigung mit Dichtung konnte er nur in seiner Freizeit ausführen und er bildete sich autodidaktisch weiter. Er war als Aufständischer an der Revolution im März 1848 beteiligt, dichtete Barrikadenlieder und war Mitglied der Akademischen Legion in Wien. Nach der gescheiterten Revolution widmete er sich wieder seinem Kaufmannsberuf und musste nach der Erkrankung des Vaters schon in jungen Jahren die Geschäfte führen und die Familie samt seinen jüngeren Brüdern unterstützten (drei seiner Brüder machten bedeutende Karrieren in Wien). Seine Kaufmannskarriere war durch Höhen (zeitweise war er Millionär) und Tiefen gekennzeichnet, nach dem Gründerkrach 1873 ging es aber zunehmend abwärts. Ein Einschnitt war auch der frühe Tod seines Bruders Philipp 1887, dessen Einfluss ihm häufig zugutekam. Er war ein bekanntes Mitglied der Wiener Gesellschaft (im Freundeskreis Pepi Mauthner). 1890 beging er Suizid (Kopfschuss mit einem Revolver). Er hinterließ ein Abschiedsgedicht und ein Tagebuch seiner letzten Stunden.
Zeitlebens scheute er davor seine Gedichte zu veröffentlichen. 1883 veröffentlichte Karl Emil Franzos einige seiner Gedichte in seinem Deutschen Dichterbuch aus Österreich und 1890 in seiner Zeitschrift Deutsche Dichtung (Band 7, Heft 10, zum 60. Geburtstag von Mauthner, Zum Jubiläum eines Unbekannten, allerdings mit Namensangabe von Mauthner am Ende). Weitere Gedichte veröffentlichte Franzos nach dem Tod von Mauthner (Deutschen Dichtung, Band 8, Heft 6, S. 152, Band 9, S. 209, Die Gedichte des Unbekannten). Sein Sohn Isidor Mauthner gab 1891 einen Band mit ausgewählten Gedichten heraus. Ludwig Fränkel schildert ihn in seinem Artikel in der Allgemeinen Deutschen Biographie als Feuerkopf und Sanguiniker.
1856 heiratete er Helene Arnstein Mauthner. Die Ehe war glücklich und er hatte eine Tochter und einen Sohn Dr. Isidor Mauthner (1860–1940), der Ministerialrat im Eisenbahnministerium war.

## Schriften
- Gedichte, Hrsg. Isidor Mauthner, Wien 1891, 2. Auflage 1896